# Bratteati di Tjurkö

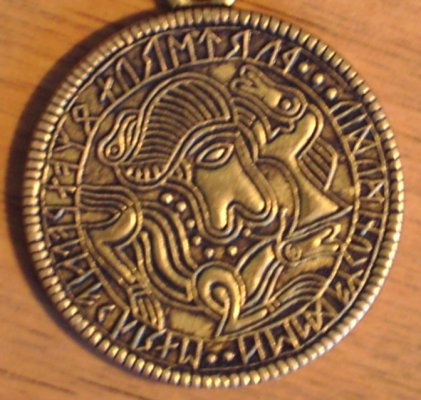
Copia in ottone del Tjurkö 1 (l'occhio non è stato riprodotto)

I bratteati di Tjurkö (DR BR75 U e DR BR76 U) sono due bratteati (monete) rinvenute a Tjurkö, Centena orientale, Blekinge (Svezia), contenenti iscrizioni runiche in proto-norreno, con l'uso del fuþark antico.

## Tjurkö 1
Il Tjurkö 1, o DR BR75 U, è stato datato tra il 400 ed il 650 (l'età del ferro germanica), ed è ora esposto presso il Museo delle Antichità Nazionali di Stoccolma (SHM 1453:25).
Si tratta di un C-bratteato, simile al bratteato di Vadstena, con al centro una testa stilizzata, sopra un cavallo e sotto un uccello. Questa iconografia viene spesso interpretata come un'antica forma di Odino con gli animali a lui associati (cavallo e corvo). L'iscrizione si legge come
ᚹᚢᚱᛏᛖᚱᚢᚾᛟᛉᚨᚾᚹᚨᛚᚺᚨᚲᚢᚱᚾᛖ••ᚺᛖᛚᛞᚨᛉᚲᚢᚾᛁᛗᚢᚾᛞᛁᚢ•••
Traslitterazione:
wurte runoz an walhakurne heldaz kunimudiu
Trascrizione:
Wurte runoz an walhakurne Heldaz Kunimundiu
Traduzione:
Rune in ferro battuto di Heldaz sul  'grano straniero' per Kunimunduz.
Esiste un consenso sul fatto che walha-kurne sia una forma composta per riferirsi al bratteato stesso, e che walha (parente dell'attuale inglese Welsh, "gallese") significhi "straniero, non-germanico" - ma in questo caso potrebbe indicare per la precisione "romano" o "gallico". Sono state proposte diverse spiegazioni per il secondo elemento kurne. Secondo una di queste (Looijenga 2003, p. 42), kurne è il dativo singolare di kurna (parente dell'attuale inglese corn, "grano"), e walha-kurne "grano romano o gallico " è un kenning per "oro"; allo stesso modo dei termini valhöll, valrauðr e valbaugar nel poema in norreno Atlakviða. Un'interpretazione alternativa vedrebbe in kurne una derivazione dal latino corona (Brate 1922, pp. 14-15), ma è improbabile (il termine "corone" appare come moneta solo nell'Alto medioevo, per immagini di corone impresse sulle facce delle monete). Il nome proprio Heldaz è derivato da *held- "battaglia" (antico inglese hild, norreno hildr, ecc.), mentre Kunimundiu (dativo singolare di Kunimunduz) deriva da kuni- "parente prossimo" (che appare come connotazione di regalità come prima parte delle parole composte in antico inglese) e mund- "protezione".

## Tjurkö 2
Il Tjurkö 2, o DR BR76 U, viene datato allo stesso periodo, e l'iscrizione si legge semplicemente come ota.